# Fleskumsommaren

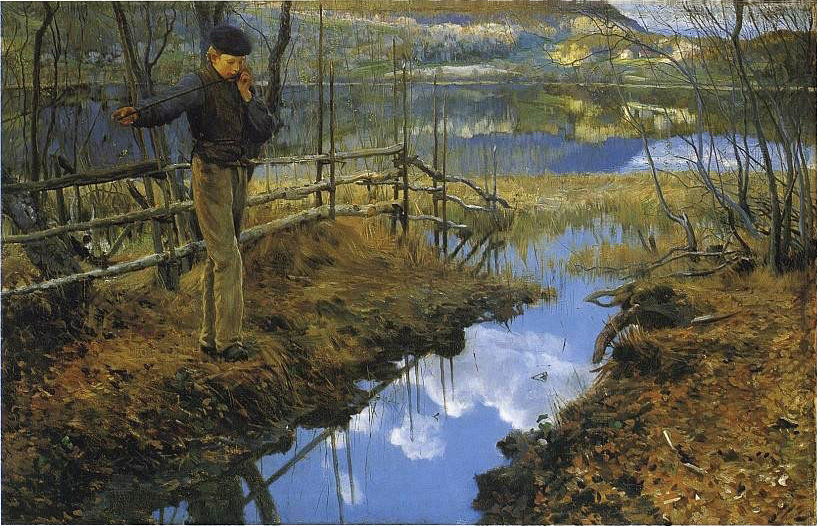
Gutten med seljefløyten av Christian Skredsvig

Fleskumsommaren är namnet på den kortvariga norska Fleskumkolonin av konstnärer 1886.
Fleskum gård ligger söder om Dælivannet i Bærums kommun, en gård som Maggie Plathe (1863–1955) fick i gåva av sin far omkring 1883. Hon hade som 19-åring gift sig 1882 med den 28-årige målaren Christian Skredsvig, och paret flyttade 1885 efter många år i Rom och Paris hem till Norge. Sommaren 1886 inbjöd paret Skredsvig konstnärsvännerna 
Erik Werenskiold,  Eilif Peterssen, Gerhard Munthe, Harriet Backer och Kitty Kielland att bo och arbeta där. Denna period från våren till oktober blev en betydelsefull tid i norsk konsthistoria med en utveckling av nationellt stämningsmåleri och en inledning av nyromantik i norsk målarkonst. Flera betydande målningar tillkom på Fleskum, bland andra Christian Skredsvigs mest kända verk Gutten med seljefløiten, som är målad vid Dælivannet. Paret Skredsvig skilde sig senare 1894, varefter Christian Skredsvig flyttade till Eggedal i Sigdal kommun, där han byggde sitt hem Hagan, som numera är museum.

## Bildgalleri

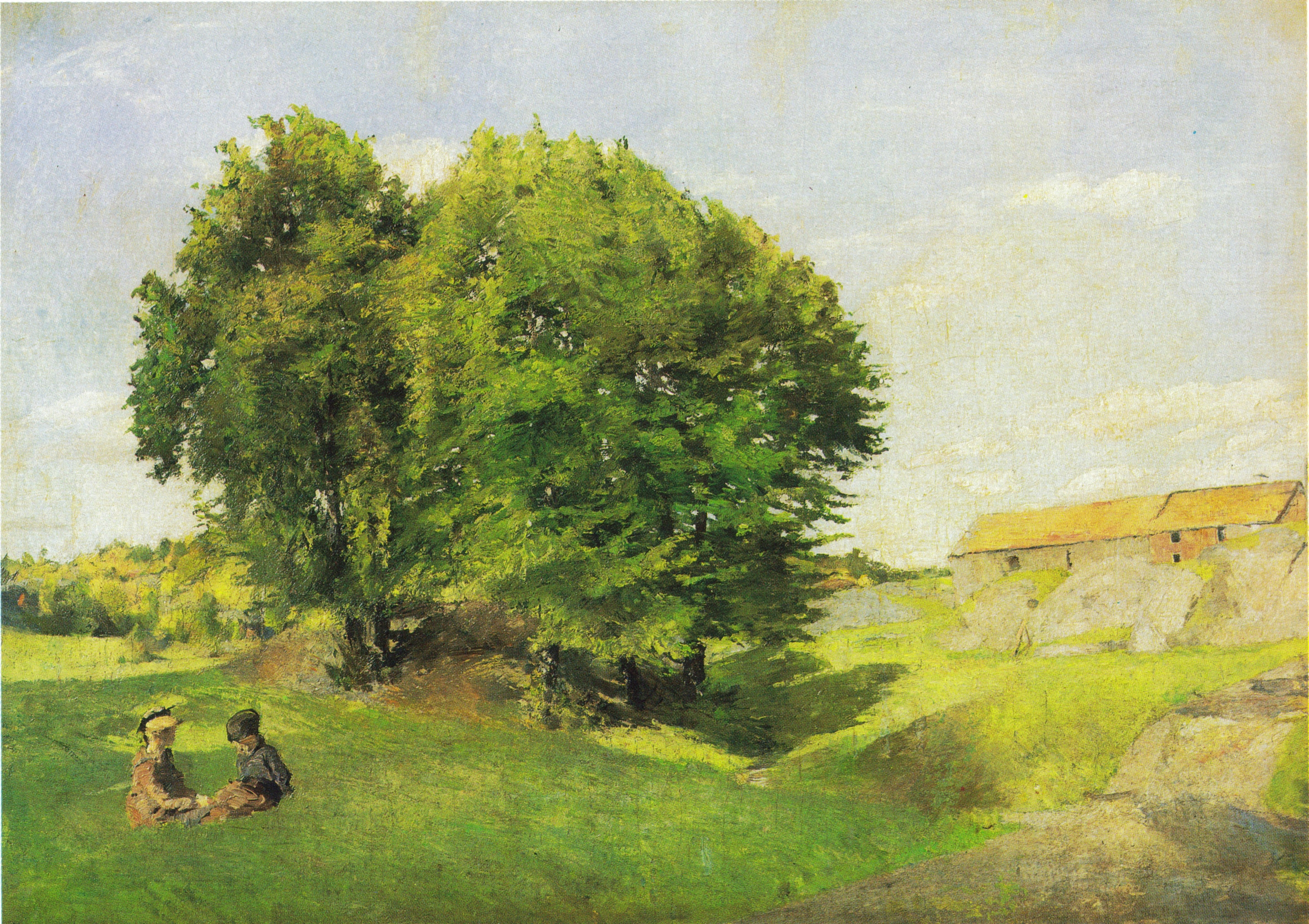
To barn og tregruppe av Harriet Backer,1885
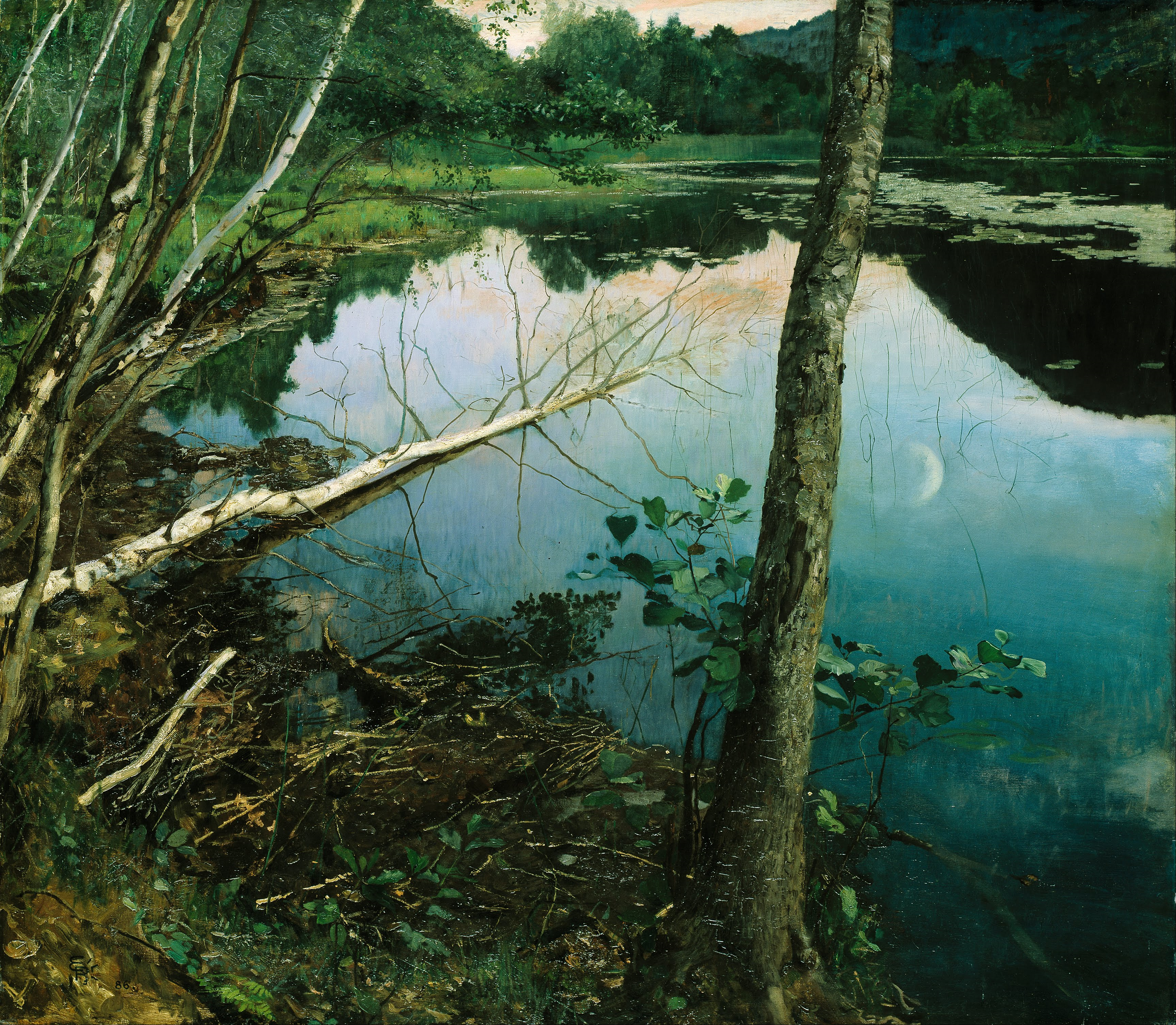
Sommernatt av Eilif Peterssen,1886
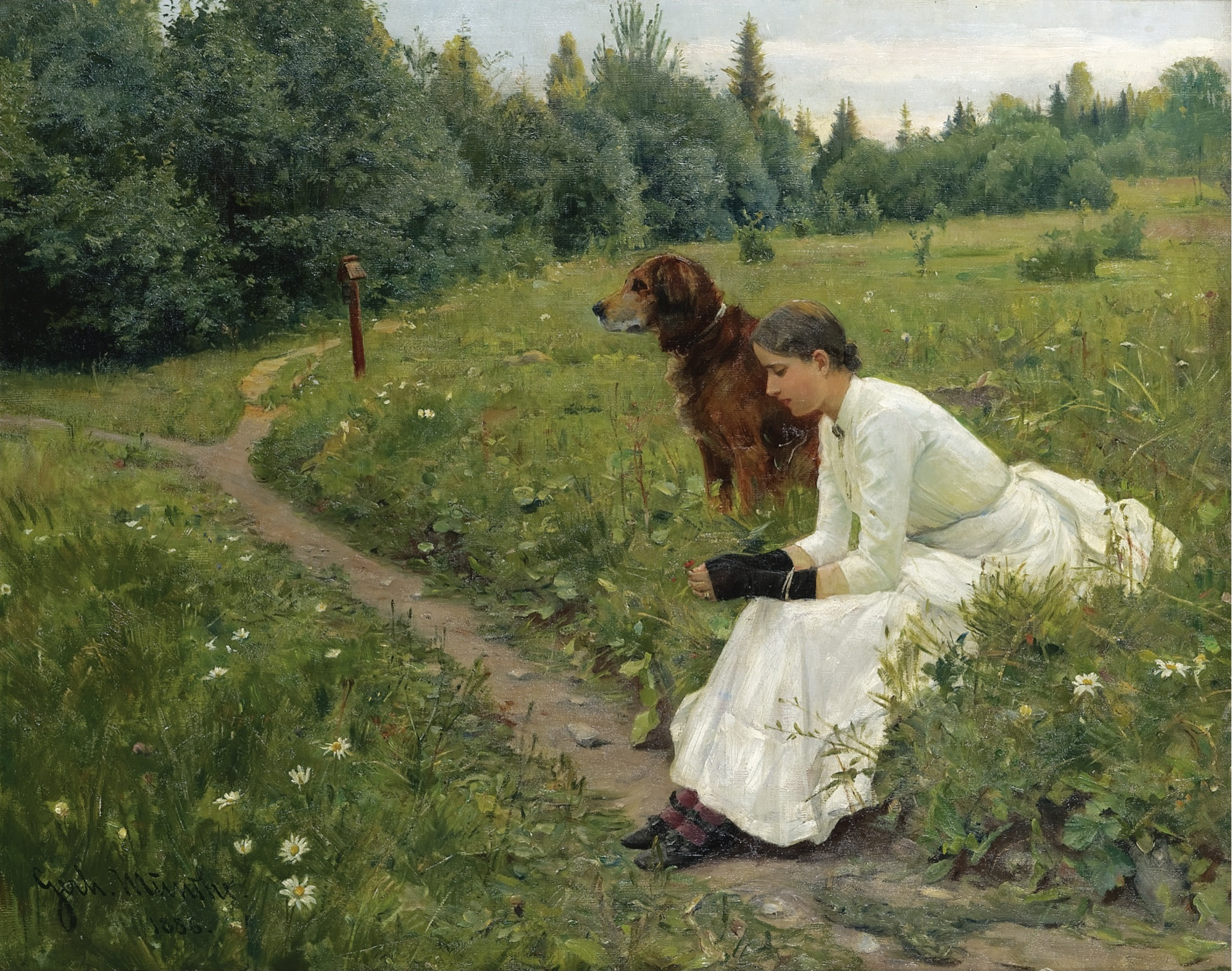
Sigryn Munthe av Gerhard Munthe, 1886
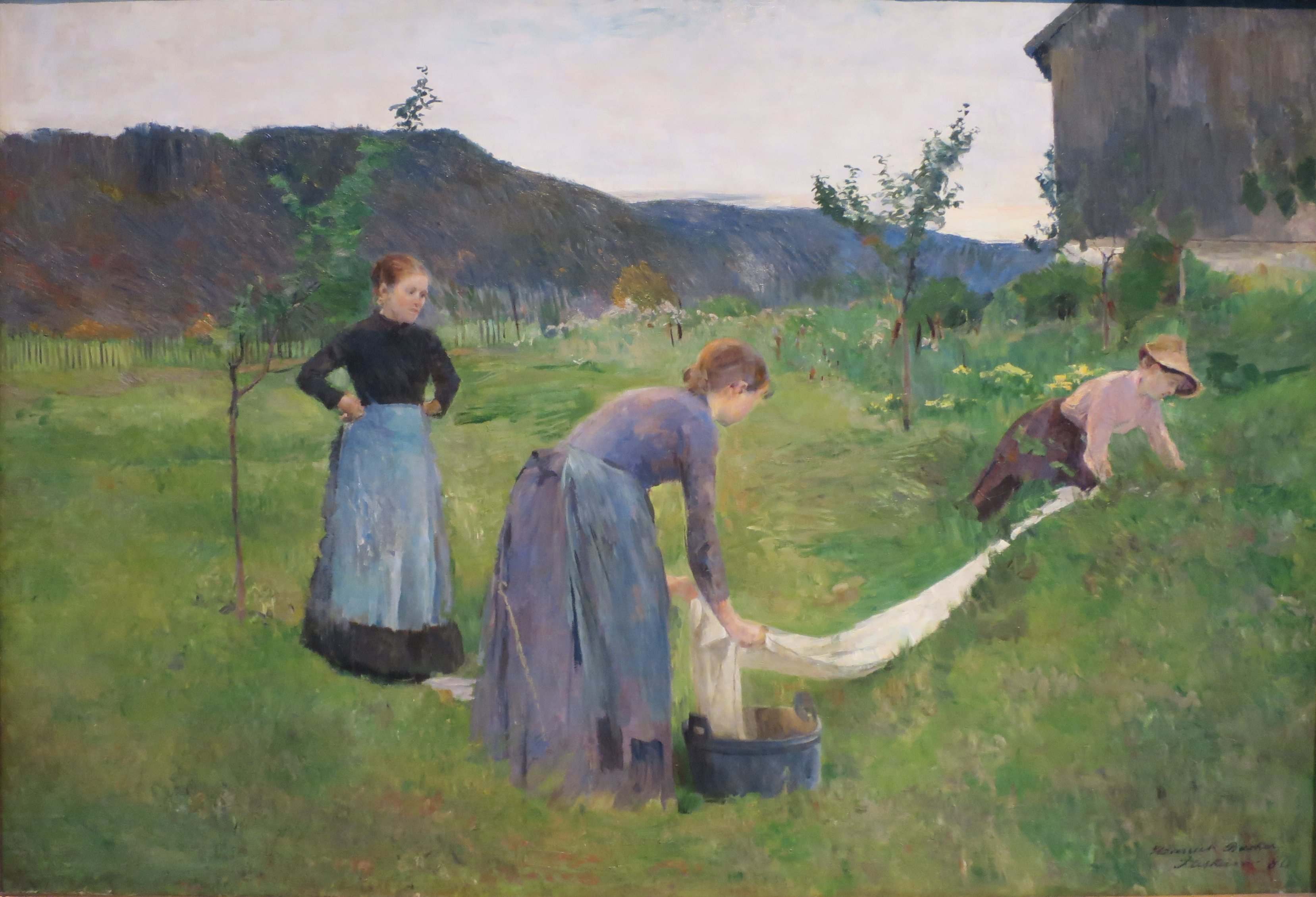
På bleikevollen av Harriet Backer, 1886–87
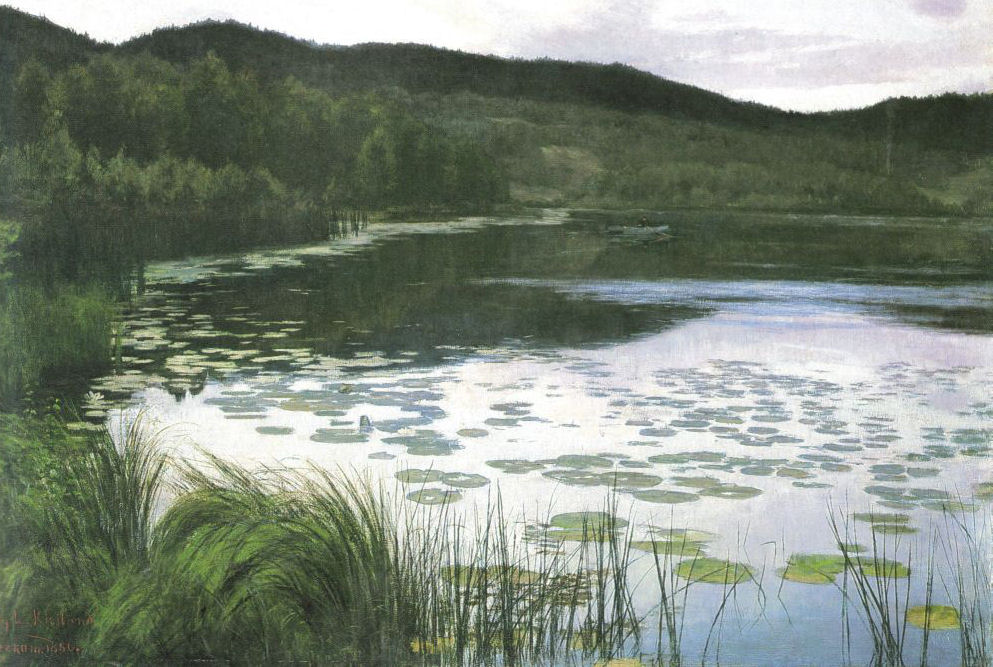
Sommernatt av Kitty Kielland, 1886